# São Vicente e Granadinas nos Jogos Pan-Americanos de 2011
São Vicente e Granadinas participou dos Jogos Pan-Americanos de 2011 em Guadalajara, no México. Foi a quinta aparição do país em Jogos Pan-Americanos.

## Desempenho

### Atletismo
| Evento          | Atleta            | Qualificação | Qualificação | Final     | Final   |
| Evento          | Atleta            | Resultado    | Posição      | Resultado | Posição |
| --------------- | ----------------- | ------------ | ------------ | --------- | ------- |
| 100 m masculino | Courtney Williams |              |              |           |         |
| 200 m masculino | Courtney Williams |              |              |           |         |
| 400 m feminino  | Kineke Alexander  |              |              |           |         |

### Ciclismo
| Evento                       | Atleta             | Tempo | Pos. |
| ---------------------------- | ------------------ | ----- | ---- |
| Corrida em estrada masculina | Dominic Ollivierre |       |      |

### Natação
| Evento               | Atleta        | Qualificação | Qualificação | Final       | Final       |
| Evento               | Atleta        | Resultado    | Posição      | Resultado   | Posição     |
| -------------------- | ------------- | ------------ | ------------ | ----------- | ----------- |
| 50 m livre masculino | Tolga Akcayli | 25.65        | 19º (7º q3)  | Não avançou | Não avançou |

Legenda
| Recorde mundial                  | Recorde mundial (World record)               |                       | Recorde africano                      | Recorde africano (African) |                                           | Q | Classificado por posição (Qualified) |
| Recorde dos Jogos Pan-Americanos | Recorde pan-americano (Pan-American record)  | Recorde da América    | Recorde da América (Americas)         | q                          | Classificado por melhor tempo (Qualified) |   |                                      |
| Melhor marca do ano              | Melhor marca do ano (World leading)          | Recorde asiático      | Recorde asiático (Asian)              | DNS                        | Não largou (Did not start)                |   |                                      |
| Recorde nacional                 | Recorde nacional (National record)           | Recorde europeu       | Recorde europeu (European)            | DNF                        | Não terminou (Did not finish)             |   |                                      |
| Recorde pessoal                  | Recorde pessoal do atleta (Personal best)    | Recorde da Oceania    | Recorde da Oceania (Oceania)          | DSQ / DQ                   | Desclassificado (Disqualified)            |   |                                      |
| Recorde da temporada             | Recorde da temporada do atleta (Season best) | Recorde sul-americano | Recorde sul-americano (South America) | NM                         | Sem marca (No mark)                       |   |                                      |